# Grand Prix Formule 1 van Canada 1967
De Grand Prix Formule 1 van Canada 1967 werd gehouden op 27 augustus op het Mosport Park Circuit in Bowmanville (Ontario). Het was de achtste race van het seizoen.

## Uitslag
| Pos. | Nr. | Coureur         | Constructeur    | Rondes | Tijd / Oorzaak uitval | Grid | Punten |
| ---- | --- | --------------- | --------------- | ------ | --------------------- | ---- | ------ |
| 1    | 1   | Jack Brabham    | Brabham-Repco   | 90     | 2:40:40.0             | 7    | 9      |
| 2    | 2   | Denny Hulme     | Brabham-Repco   | 90     | + 1:01.9              | 3    | 6      |
| 3    | 10  | Dan Gurney      | Eagle-Weslake   | 89     | + 1 Ronde             | 5    | 4      |
| 4    | 4   | Graham Hill     | Lotus-Ford      | 88     | + 2 Rondes            | 2    | 3      |
| 5    | 16  | Mike Spence     | BRM             | 87     | + 3 Rondes            | 10   | 2      |
| 6    | 20  | Chris Amon      | Ferrari         | 87     | + 3 Rondes            | 4    | 1      |
| 7    | 19  | Bruce McLaren   | McLaren-BRM     | 86     | + 4 Rondes            | 6    |        |
| 8    | 9   | Jo Bonnier      | Cooper-Maserati | 85     | + 5 Rondes            | 14   |        |
| 9    | 12  | David Hobbs     | BRM             | 85     | + 5 Rondes            | 12   |        |
| 10   | 8   | Richard Attwood | Cooper-Maserati | 84     | + 6 Rondes            | 13   |        |
| 11   | 6   | Mike Fisher     | Lotus-BRM       | 81     | + 9 Rondes            | 17   |        |
| NF   | 3   | Jim Clark       | Lotus-Ford      | 69     | Ontsteking            | 1    |        |
| DQ   | 5   | Eppie Wietzes   | Lotus-Ford      | 69     | Gediskwalificeerd     | 16   |        |
| NF   | 15  | Jackie Stewart  | BRM             | 65     | Gaspedaal             | 9    |        |
| NC   | 11  | Al Pease        | Eagle-Climax    | 47     | Niet geklasseerd      | 15   |        |
| NF   | 17  | Chris Irwin     | BRM             | 18     | Spin                  | 11   |        |
| NF   | 71  | Jochen Rindt    | Cooper-Maserati | 4      | Ontsteking            | 8    |        |
| NS   | 14  | Jo Siffert      | Cooper-Maserati |        | Ontsteking            |      |        |
| NQ   | 41  | Tom Jones       | Cooper-Climax   |        |                       |      |        |

## Statistieken
| Pole-position | Jim Clark | Lotus-Ford | 1:22.4 |
| Snelste ronde | Jim Clark | Lotus-Ford | 1:23.1 |

## Noot
- Dit was het debuut van de Amerikaanse coureurs Mike Fisher en Tom Jones en van de Canadese coureurs Al Pease en (de Nederlands-Canadese coureur) Eppie Wietzes.
- Dit was de 30ste pole position voor Jim Clark en daarmee vestigde hij een nieuw record. Hij verbrak het oude record van Juan Manuel Fangio (29), gevestigd tijdens de Grote Prijs van Argentinië van 1958. Tevens was het ook Clarks 25ste snelste ronde, een verbetering van zijn eigen record.
- Tiende podiumplaats voor Denny Hulme.

1967 · 1968 · 1969 · 1970 · 1971 · 1972 · 1973 · 1974 · 1976 · 1977 · 1978 · 1979 · 1980 · 1981 · 1982 · 1983 · 1984 · 1985 · 1986 · 1988 · 1989 · 1990 · 1991 · 1992 · 1993 · 1994 · 1995 · 1996 · 1997 · 1998 · 1999 · 2000 · 2001 · 2002 · 2003 · 2004 · 2005 · 2006 · 2007 · 2008 · 2010 · 2011 · 2012 · 2013 · 2014 · 2015 · 2016 · 2017 · 2018 · 2019 · 2022 · 2023 · 2024 · 2025 · 2026 · 2027 · 2028 · 2029